# Konstantynowo (powiat poznański)
Konstantynowo – osada w Polsce położona w województwie wielkopolskim, w powiecie poznańskim, w gminie Mosina.
W latach 1975–1998 miejscowość administracyjnie należała do województwa poznańskiego.
Ma tutaj swoją siedzibę Nadleśnictwo Konstantynowo.